# Huawei Ascend Mate
Huawei Ascend Mate o Huawei Ascend G870 es un teléfono inteligente desarrollado por Huawei que salió a la venta en enero de 2013. Su sistema operativo es el Android versión 4.1.1 Jelly Bean. Es parte de la familia de teléfonos inteligentes llamados, Phablet.

## Características
A diferencia de otros teléfonos de la línea Ascend este dispositivo es un tabléfono y en su única versión es un dispositivo cuatribanda para redes 2G y de 5 bandas para 3G, por lo que se puede usar en redes celulares según las normas de 3G estadounidenses o europeas. Su chipset es el Huawei Hi-Silicon K3V2, complementado con el módem integrado Intel XMM6260 y un procesador de cuatro núcleos a 1,5 GHz. 
Sus dimensiones son de 16,35 x 8,57 x 0,99 centímetros. Su pantalla, de 6,1 pulgadas de diagonal, una de las más grandes del mercado, presenta una resolución de 720 x 1280 píxeles. Por ser un dispositivo de gran tamaño es poco manejable con una mano y poco cómodo a la hora de llevarlo en un bolsillo. También cuenta con una cámara trasera de 8 Megapíxeles y con una resolución de 3264 x 2448 píxeles y una delantera de 1 Megapíxele. Tiene conectividad Wi-Fi, Bluetooth, DLNA, USB y GPS. Pesa 198 gramos.
El fabricante, Huawei, quiso posicionar este producto como el teléfono inteligente más grande del mercado en su lanzamiento en diciembre de 2012 pero pronto otras marcas como Sony con su modelo Sony Xperia Z Ultra le superaron en tamaño, ya que este último tiene una pantalla de 6,4 pulgadas.
Su batería es la de mayor capacidad de la línea de teléfonos Ascend ya que tiene 4050 mAh. Su tiempo de espera es de hasta 9 días al ser usado en redes WCDMA.